# Computerspielegrafik
Computerspielegrafik (auch Videospielgrafik, kurz auch Spielgrafik oder Spielegrafik) ist ein Begriff aus der Computerspieleindustrie und bezeichnet die visuellen Komponenten von Computerspielen, einschließlich 2D- und 3D-Grafiken, Animationen und Benutzeroberflächen-Designs. Im Vergleich zu anderen Computergrafiken unterscheidet sich Computerspielegrafik hauptsächlich durch die Anforderungen an Echtzeit-Rendering und Interaktivität, um sich an die Handlungen des Spielers anzupassen. Im Gegensatz zu Profianwendungen der Computergrafik ist Computerspielegrafik stärker an die Limitierungen der Hardware des Personal Computers oder der Spielkonsole ausgelegt. Insgesamt haben sich Computerspielegrafik und professionelle Computergrafik im Laufe der Zeit immer weiter angenähert.
Computerspielegrafik hat häufig eine entscheidende Rolle für den Erfolg von Computerspielen, da sie einen wichtigen Einfluss auf die Immersion des Spielers hat. Computerspielegrafik basiert auf der Grafikengine.

## Geschichte der Computerspielegrafik
Die Entwicklung der Computerspiele ist eng verbunden mit der Entwicklung der Computerspielegrafik. Neue technische Entwicklung in der Grafik waren oft die Voraussetzung bestimmter Computerspielgenres. Die Computerspielegrafik auf Handhelds hinkte der Entwicklung der Computerspielegrafik auf Heimkonsolen aufgrund technischer Limitierungen jeweils um einige Jahre hinterher. Die Entwicklung der Computergrafik bedingte sich gegenseitig stark mit den Entwicklungen der Grafikkarten und Grafik-Engines
In den 1970er Jahren wurden Arcade-Spiele wie Pong und Space Race populär. Diese Spiele verwendeten einfache Vektorgrafiken, um die Bewegung von Objekten auf dem Bildschirm zu simulieren. Gleichzeitig wurden die ersten Heimcomputer wie der Apple II und der Commodore PET eingeführt, mit begrenzten Grafikfähigkeiten und vor allem textbasierter Darstellung. In den 1970er Jahren wurden Text-Adventures wie Colossal Cave Adventure populär. Diese Spiele verwendeten nur Text, um eine interaktive Welt zu schaffen, und erforderten keine fortgeschrittenen Grafikfähigkeiten. Günstiger werdende Fernsehgeräte wurden zum Standardmonitor für Computerspiele.
In den 1980er Jahren wurden 8-Bit-Computer wie der Commodore 64 und der Atari 800 populär. Verbesserungen wie 16-farbige EGA-Grafik ab 1984 machten Spiele populärer. Diese Computer waren speziell für den Heimgebrauch konzipiert und erforderten spezielle Grafikprozessoren, die nicht mit leistungsfähigeren Workstations konnten. In den 1980er Jahren waren Computerspielegrafiken meist einfach und zweidimensional. Die Grafiken in Spielen wie Pac-Man und Donkey Kong bestanden aus einfachen Formen und Farben. Die Verwendung von Sprites und rasterbasierten Grafiken in Spielen ermöglichte es Entwicklern, Bilder von Charakteren und Objekten in Spielen zu erstellen. Die Verwendung von Motion-Capturing ermöglichte es Spieleentwicklern, realistischere Bewegungen und Verhaltensweisen von Charakteren in Spielen zu erstellen. Handhelds integrierten ein kleines, im Fall des Atari Lynx sogar farbiges LC-Display.
In den 1990er Jahren wurden Computerspielegrafiken komplexer und dreidimensionaler. Die Grafiken in Spielen wie Doom und Quake waren bereits polygonbasiert und konnten Texturen und Beleuchtungseffekte darstellen. Die Einführung von 3D-Rendering in Spielen ermöglichte es Spieleentwicklern, realistischere 3D-Modelle und Umgebungen zu erstellen. Die Verwendung von CD-ROMs als primärer Datenträger für Spiele ermöglichte es Spieleentwicklern, größere Mengen an Audio- und Videodaten in ihren Spielen zu verwenden. Full Motion Video in Spielen erlaubte es Spieleentwicklern, Live-Action-Sequenzen und Zwischensequenzen in Spielen zu integrieren. Erste Spielekonsolen dieser Zeit beherrschten nun auch 3D-Grafik, zunächst noch mit einigen Tricks wie beim SNES mit dem Mode 7 oder Zusatzchips wie dem Super FX.
In den 2000er Jahren begannen Computerspiele, hochauflösende Texturen und realistische Schatten- und Beleuchtungseffekte zu verwenden. Die Shader-Technologie und physikbasierter Rendering-Technologie in Spielen wie Half-Life 2 und Crysis Oberflächenmaterialien darzustellen. Mit der Einführung von Pixel- und Vertex-Shadern konnten Spieleentwickler realistischere Lichteffekte, Schatten und Oberflächenmaterialien erstellen. Normal Mapping ist eine Technik, mit der Spieleentwickler mehr Details in 3D-Modellen hinzufügen können, ohne zusätzliche Geometrie zu erstellen. Mit der Einführung von Physik-Engines in Spielen konnten Entwickler realistischere Interaktionen zwischen Objekten, Charakteren und der Umgebung schaffen.
In den 2010er Jahren machten Computerspiele Fortschritte durch die Verwendung von Echtzeit-Raytracing durch Hardware-Unterstützung und erreichten eine nahezu fotorealistische Qualität. Die Einführung von fortgeschrittenen VR-Headsets wie Oculus Rift und HTC Vive eröffnete eine neue Ära des immersiven Spielens. Die Verwendung von photorealistischen 3D-Scans von realen Objekten und Orten ermöglichte es Spieleentwicklern, realistische und detaillierte Umgebungen und Charaktere zu erstellen. In den letzten Jahren hat die Verwendung von Machine Learning und KI in der Spieleentwicklung zugenommen, insbesondere für die Erstellung von realistischen Bewegungen und Verhaltensweisen von Charakteren. Die plattformübergreifende Grafik-API Vulkan ermöglicht eine effizientere Nutzung der Grafikhardware und bietet Entwicklern eine höhere Kontrolle über die Grafikpipeline.

## Computerspielegrafik als Stilmittel
Mitunter wird Computerspielegrafik als Stilmittel eingesetzt.
- So imitieren Retrospiele häufig den typischen 8-bit- bzw. 16-bit-Pixelart-Look früher 2D-Spiele.
- 2D-Painted-Spiele zeichnen sich durch einen hochauflösenden, gemalt wirkenden Stil aus. Beispiele sind Braid, Ori and the Blind Forest oder Deponia.
- Als 2,5D bezeichnet man einen Darstellungstrick, z. B. in Klassikern wie Doom oder Wolfenstein 3D.[6]
- Spiele wie Paper Mario simulieren 2D-gezeichnetes Aussehen, sind aber tatsächlich 3D.